# Zdeněk Lubenský
Zdeněk Lubenský (ur. 3 grudnia 1962 w mieście Kutná Hora) – czeski lekkoatleta specjalizujący się w skoku o tyczce, uczestnik letnich igrzysk olimpijskich w Seulu (1988). Największe sukcesy w karierze odniósł w barwach Czechosłowacji.

## Sukcesy sportowe
- sześciokrotny mistrz Czechosłowacji w skoku o tyczce – 1985, 1986, 1987, 1988, 1989, 1991[1]
- trzykrotny halowy mistrz Czechosłowacji w skoku o tyczce – 1986, 1989, 1992[2]
- mistrz Czech w skoku o tyczce – 1993[3]

| Rok  | Miasto    | Zawody                      | Konkurencja   | Wynik       |
| ---- | --------- | --------------------------- | ------------- | ----------- |
| 1985 | Paryż     | światowe igrzyska halowe    | skok o tyczce | 13. miejsce |
| 1986 | Madryt    | halowe mistrzostwa Europy   | skok o tyczce | 8. miejsce  |
| 1986 | Stuttgart | mistrzostwa Europy          | skok o tyczce | 6. miejsce  |
| 1988 | Seul      | letnie igrzyska olimpijskie | skok o tyczce | 11. miejsce |

## Rekordy życiowe
- skok o tyczce – 5,73 – Praga 13/09/1987
- skok o tyczce (hala) – 5,65 – Praga 15/02/1992